# Zesdaagse Oorlog (2000)
De Zesdaagse Oorlog van 2000, verwijst naar een reeks gewapende confrontaties die plaatsvonden tussen Oegandese en Rwandese strijdkrachten in en rond de stad Kisangani, gelegen in de Democratische Republiek Congo, van 5 tot 10 juni 2000. Deze conflicten waren een onderdeel van de bredere Tweede Congolese Burgeroorlog, die van 1998 tot 2003 duurde. Het gebied rond Kisangani was al eerder in augustus 1999 en op 5 mei 2000 getuige geweest van gewelddadige incidenten tussen Rwandese en Oegandese troepen. De gevechten van juni 2000 waren echter bijzonder verwoestend en veroorzaakten aanzienlijke schade aan een groot deel van de stad, met meer dan 6.600 kogels die werden afgevuurd.
Volgens Justice et Libération, een mensenrechtenorganisatie gevestigd in Kisangani, resulteerden deze gewelddadige gebeurtenissen in ongeveer 1.000 dodelijke slachtoffers en raakten minstens 3.000 mensen gewond, waarbij het merendeel van de slachtoffers burgers waren.

## Documentaire
De documentairefilm Downstream to Kinshasa uit 2020 van regisseur Dieudo Hamadi draait om overlevenden van de Zesdaagse Oorlog, waarin de slachtoffers naar Kinshasa afreizen om schadevergoeding te eisen van de overheid.